# Cadolzburg
Cadolzburg là một đô thị in the huyện Fürth, trong bang Bayern, nước Đức. Đô thị Cadolzburg có diện tích 45,44 km², dân số thời điểm 31 tháng 12 năm 2006 là người. Cadolzburg có cự ly 11 km về phía tây Fürth.

## Cư dân nổi tiếng
- Albert III, Elector của Brandenburg
- Frederick III, Burgrave của Nuremberg
- Conrad I, Burgrave của Nuremberg
- Dòng họ Puchta